# عين زالة
عين زالة قرية في ناحية زمار في قضاء تلعفر في محافظة نينوى شمال غرب العراق، وهي في مقاطعة 33، مساحتها 4986 دونماً عراقياً، منطقة عين زالة غنية بالنفط، وفيها حقل عين زالة النفطي، أرضها متموجة، غطاؤها النباتي الشوك والعاكول والخرنوب. المسافة بينها وبين مدينة الموصل 86 كيلومتراً، اُختلف في معنى الاسم، فقيل إن معناها عين جارية، وقيل إن معناها يبنوع زال ماؤه، قال محمد صابر عبيد في كتابه (تحولات الأرجوان) عين زالة هي «قرية بناها الإنجليز على الطريقة الإنجليزية».